# Alsodes verrucosus
Alsodes verrucosus (Lataste, 1902) è una specie di anfibi anuri appartenente alla famiglia Alsodidae.